# Карто-занські мови
Карто-занські мови, або грузинсько-занські — група картвельських мов, до якої входять грузинська мова та занські мови. До карто-занських мов не входить сванська мова, що утворює окрему групу картвельської сім'ї мов та має характерні відмінності. За гіпотезами, сванська мова відокремилась від пракартвельської у XIX ст. до нашої ери. Своєю чергою, теоретично, пракарто-занська мова розділилась на занські мови та грузинську мову в VII ст. до нашої ери. У занських мовах та грузинській мові є спільні архаїчні слова, пов'язані з металургією та сільським господарством, що відсутні у сванській.

## Класифікація
Карто-занські мови є групою мов у картвельській мовній сім'ї. Glottolog розрізнює за власною класифікацією карто-занські мови як частину «грузинських мов» (англ. Georgic); до карто-занських належать грузинська з її діалектами, давньогрузинська мова та занські мови, до яких входять мегрельська та лазька мови.